# Pfalz D.XII
Il Pfalz D.XII era un caccia monomotore biplano prodotto dall'azienda bavarese, nell'allora Impero tedesco, Pfalz Flugzeugwerke negli anni dieci del XX secolo ed utilizzato principalmente dalla Luftstreitkräfte durante la prima guerra mondiale.
Sebbene i piloti delle squadriglie a cui venne assegnato fossero rimasti in un primo momento delusi per non aver ricevuto il più famoso Fokker D.VII, presto poterono apprezzare le qualità di questo robusto velivolo dalla fusoliera a semiguscio in legno. Come altri caccia tedeschi costruiti a fine guerra, il D.XII era penalizzato nelle prestazioni dalla mancanza di motori di potenza appropriata, ma possedeva in compenso comandi ben equilibrati (che gli conferivano una fantastica velocità di rollio) e delle prestazioni eccezionali in picchiata. Come altri velivoli della Pfalz, il D.XII si dimostrò una macchina efficiente ed estremamente robusta.

## Utilizzatori

### Militari
Germania
- Luftstreitkräfte

 Polonia
- Siły Powietrzne

operò con due esemplari nel periodo postbellico.

### Civili
Stati Uniti
- Paramount Pictures